# Margherita Rinaldi
Margherita Rinaldi (Torino, 12 gennaio 1935 – Impruneta, 7 settembre 2023) è stata un soprano italiano.

## Biografia
Studiò a Rovigo e, dopo aver vinto il concorso Teatro lirico sperimentale Adriano Belli, nel 1958 debuttò a Spoleto in Lucia di Lammermoor.
Nell'anno successivo debuttò alla Scala nel ruolo di Sinaide in Mosè in Egitto, intraprendendo una brillante carriera nei principali teatri italiani: fra i titoli più eseguiti La sonnambula, L'elisir d'amore, Don Pasquale, Rigoletto, oltre ad opere di Mozart e Cimarosa. Di particolare rilievo furono l'interpretazione di Giulietta nella ripresa de I Capuleti e i Montecchi nel 1966 al Festival d'Olanda, con la direzione e la versione critica di Claudio Abbado, e nel 1972 alla Scala il ruolo della protagonista nella ripresa di Linda di Chamounix, accanto ad Alfredo Kraus.
Fra il 1963 ed il 1975 svolse un'intensa attività presso la Rai, partecipando, fra le altre, alle registrazioni radiofoniche del Profeta (Berthe), Giulio Cesare (Cleopatra), Ariodante (Ginevra), Les Abencèrages (Noraime), Caterina Cornaro. Nel 1977 ottenne un grande successo come Amenaide in Tancredi all'Opera di Roma, accanto a Marilyn Horne, spettacolo ripreso in video dalla RAI. Nel 1978 a Firenze si esibì nel ruolo di Adalgisa in Norma nella versione originale che prevede il registro di soprano, con la direzione di Riccardo Muti.
Condusse anche una notevole carriera internazionale, con presenze a Dallas, San Francisco, Chicago, Glyndebourne, Bregenz. Nel 1978 apparve alla Royal Opera House di Londra nell'Africana.
Oltre a quello operistico, curò il repertorio di musica sacra: ebbe all'attivo, tra l'altro, i Vespri Solenni di Mozart, registrati per la RAI, l'oratorio Dives malus di Giacomo Carissimi, inciso con Angelo Ephrikian, la Petite messe solennelle, eseguita alla Scala, e la prima incisione della Messa di Gloria, entrambe di Rossini. Si ritirò dalle scene nel 1981, dedicandosi all'insegnamento.

## Repertorio
| Ruolo                             | Titolo                             | Autore     |
| --------------------------------- | ---------------------------------- | ---------- |
| Giulietta Capuleti                | I Capuleti e i Montecchi           | Bellini    |
| Amina                             | La sonnambula                      | Bellini    |
| Adalgisa                          | Norma                              | Bellini    |
| Elvira                            | I puritani                         | Bellini    |
| Margherita                        | Mefistofele                        | Boito      |
| Helena                            | Sogno di una notte di mezza estate | Britten    |
| Noraime                           | Gli Abenceragi                     | Cherubini  |
| Carolina                          | Il matrimonio segreto              | Cimarosa   |
| Adina                             | L'elisir d'amore                   | Donizetti  |
| Lucia Ashton                      | Lucia di Lammermoor                | Donizetti  |
| Marie                             | La figlia del reggimento           | Donizetti  |
| Linda                             | Linda di Chamounix                 | Donizetti  |
| Norina                            | Don Pasquale                       | Donizetti  |
| Caterina Cornaro                  | Caterina Cornaro                   | Donizetti  |
| Antonida                          | Una vita per lo Zar                | Glinka     |
| Cleopatra                         | Giulio Cesare in Egitto            | Händel     |
| Ginevra                           | Ariodante                          | Händel     |
| Sofia                             | Werther                            | Massenet   |
| Berta                             | Il profeta                         | Meyerbeer  |
| Inès                              | L'africana                         | Meyerbeer  |
| Poppea                            | L'incoronazione di Poppea          | Monteverdi |
| Ilia                              | Idomeneo                           | Mozart     |
| Fiordiligi                        | Così fan tutte                     | Mozart     |
| Pamina                            | Il flauto magico                   | Mozart     |
| Serpina                           | La serva padrona                   | Pergolesi  |
| Cecchina                          | La buona figliuola                 | Piccinni   |
| Lucilla                           | La scala di seta                   | Rossini    |
| Berenice                          | L'occasione fa il ladro            | Rossini    |
| Amenaide                          | Tancredi                           | Rossini    |
| Rosina                            | Il barbiere di Siviglia            | Rossini    |
| Desdemona                         | Otello                             | Rossini    |
| Sinaide                           | Mosè in Egitto                     | Rossini    |
| La Marescialla Sophie von Faninal | Il cavaliere della rosa            | Strauss    |
| Marchesa del Poggio               | Un giorno di regno                 | Verdi      |
| Gilda                             | Rigoletto                          | Verdi      |
| Violetta Valéry                   | La traviata                        | Verdi      |
| Amelia Grimaldi                   | Simon Boccanegra                   | Verdi      |
| Oscar                             | Un ballo in maschera               | Verdi      |
| Nannetta Mrs. Alice Ford          | Falstaff                           | Verdi      |

## Discografia

### Incisioni in studio
- Lucia di Lammermoor, con Enzo Tei, Giovanni Pica, S.Ballant, Vito Tatone, dir. Alberto Paoletti - Orpheus/Guilde 1958
- La scala di seta, con Graziella Sciutti, Fernando Jacopucci, Boris Carmeli, dir. Franco Ferrara RCA 1962
- Idomeneo, con George Shirley, Ryland Davies, Pauline Tinsley, dir. Colin Davis - Philips 1968
- Rigoletto (DVD), con Rolando Panerai, Franco Bonisolli, Bengt Rundgren, Viorica Cortez, dir. Francesco Molinari Pradelli - Acanta 1969
- La buona figliuola, con Emilia Ravaglia, Lucia Aliberti, Renata Baldisseri, Ugo Benelli, dir. Gianluigi Gelmetti - Cetra 1981

### Registrazioni dal vivo
- Don Pasquale, con Italo Tajo, Giuseppe Baratti, Rolando Panerai, dir. Massimo Pradella - RAI-Milano 1963 ed. Opera Lovers
- I Capuleti e i Montecchi, con Giacomo Aragall, Luciano Pavarotti, Mario Petri, Walter Monachesi, dir. Claudio Abbado - Amsterdam 1966 ed. Melodram/Rodolphe
- Rigoletto, con Piero Cappuccilli, Luciano Pavarotti, Nicola Zaccaria, Adriana Lazzarini, dir. Mario Rossi - Torino 1967 ed. Frequenz
- I puritani, con Alfredo Kraus, Piero Cappuccilli, Paolo Washington, dir. Aldo Ceccato - Chicago 1969 ed. Lyric Distribution
- Il profeta, con Nicolai Gedda, Marilyn Horne, Jules Bastin, Jerome Hines, dir. Henry Lewis - RAI-Torino 1970 ed. Myto
- Linda di Chamounix, con Alfredo Kraus, Renato Bruson, Elena Zilio, Carlo Cava, Enzo Dara, dir. Gianandrea Gavazzeni - La Scala 1972 ed. Opera D'Oro
- L'occasione fa il ladro, con Stefania Malagu, Carlo Gaifa, Enrico Fissore, dir. Vittorio Gui - Torino 1973 ed. Opera D'oro.
- Caterina Cornaro, con Ottavio Garaventa, Licinio Montefusco, dir. Elio Boncompagni - RAI-Torino 1974 ed. Bongiovanni
- Tancredi (video RAI), con Marilyn Horne, Renzo Casellato, Nicola Zaccaria, Clara Foti, Bianca Maria Casoni, dir. Gabriele Ferro - Roma 1977
- Norma, con Renata Scotto, Ermanno Mauro, Agostino Ferrin, dir. Riccardo Muti - Firenze 1978 ed. Myto/Legato Classics
- L'Africana, con Plácido Domingo, Richard Van Allan, Grace Bumbry, dir. Peter Maag - Londra 1978 ed. Lyric Distribution
- Otello (Rossini) DVD, con Langridge, Brewer, Ferrin, Condò, Di Cesare, dir. Siciliani - Palermo 1980 ed. House of Opera